# Кызылташ (Башкортостан)
Кызылташ (баш. Ҡыҙылташ) — деревня в Кугарчинском районе Башкортостана, входит в состав Кугарчинского сельсовета.

## Название
До 10 сентября 2007 года называлась деревней 3-е Тукатово.
Кызылташ или Красный камень на данный момент является заповедной охраняемой территорией. Деревня была названа так из-за камня, который стоит при въезде.

## Население
| 2002 | 2009 | 2010 |
| ---- | ---- | ---- |
| 0    | ↗2   | ↗3   |

## Географическое положение
Расстояние до:
- районного центра (Мраково): 38 км,
- центра сельсовета (Кугарчи): 25 км,
- ближайшей ж/д станции (Тюльган): 73 км.